# Skrzypnik (przystanek kolejowy)
Skrzypnik – zlikwidowany przystanek osobowy w Skrzypniku; w gminie Domaniów, w powiecie oławskim, w województwie dolnośląskim, w Polsce. Otwarty w październiku 1910 przez OK, zamknięty w 1930, zlikwidowany w maju 1973.